# Leonardo De Lorenzo
Leonardo De Lorenzo (n. 29 august 1875, Viggiano, Basilicata, Italia – d. 29 iulie 1962, Santa Barbara, California, SUA) a fost un flautist italian.

## Biografie
Născut la Viggiano(provincia Potenza), a început să studieze flautul la vârsta de 8 ani și a continuat studiile la Conservatorul din San Pietro a Majella din Napoli. A fost constrâns să renunțe la studii din motive de muncă și a emigrat în Statele Unite la vârsta de 16 ani, lucrând la un hotel din Kentucky. În 1896 s-a întors în Italia pentru a face serviciul militar la Alexandria în cadrul fanfarei militare condusă de Giovanni Moranzoni.
În această perioada De Lorenzo începe să creeze primele sale compoziții ce vor fi adunate mai târziu în opera sa Nove studi artistici (Nouă studii artistice), publicată de editorul german Julius Heinrich Zimmermann. După terminarea serviciului militar a călătorit în Germania, Anglia, Africa de Sud, iar în 1907 s-a întors la Napoli pentru a termina studiile. În 1909 s-a întors în Statele Unite și a obținut locul de prim flaut în Orchestra Simfonică din New York, condusă de  Gustav Mahler, înlocuindu-l pe  Georges Barrère.
A fost angajat de orchestrele din Minneapolis,Los Angeles  și Rochester, unde a primit și rolul de profesor de flaut la Școala de Muzică Eastman. În 1935 se retrage în California cu soția sa, pianista Maude Peterson, dedicându-se exclusiv compozițiilor și eseurilor despre flaut.
În 1951 publică opera MY Complete Story of the Flute  (Povestea mea completă a flautului) care a obținut succes în anturajul muzicii clasice. Tot materialul de cercetare al flautistului a fost donat Universității din California de Sud din Los Angeles în 25 octombrie 1953. De Lorenzo a murit în 29 iulie 1962 în casa sa din Santa Barbara, California. Îi este dedicat Concursul Internațional de flaut "Leonardo De Lorenzo", ce are loc la fiecare doi ani la Viggiano.

## Compoziții
- Apassionato, fantezie sentimentală pentru flaut, op. 5
- Giovialità, pentru flaut și pian, op. 15
- Saltarello, pentru flaut, op. 27
- Carnevale di Venezia, doar pentru flaut
- Nove studi artistici
- I tre virtuosi, capriciu genial pentru 3 flauturi, op. 31
- I seguaci di Pan , capriciu fantastic pentru 4 flauturi, op. 32
- Non plus ultra, 18 capricii doar pentru flaut, op. 34
- Pizzica-Pizzica , pentru flaut, op. 37
- Suite mitologica, doar pentru flaut, op. 38
- Idilio, pentru flaut și pian, op. 67
- Improvviso, pentru flaut și pian, op.72
- Sinfonietta (Divertimento Flautistico), pentru 5 flauturi, op. 75
- Trio Eccentrico, pentru flaut, oboi și clarinet, op. 78
- I quattro virtuosi (Divertimento fantastico), pentru flaut, oboi, clarinet și fagot, op. 80
- Cappricio, pentru 4 flauturi, op.82

## Lucrari didactice
- L'indispensabile. A complete modern school for the flute (1912)
- My complete story of the flute (1951)